# Stateira I
För andra betydelser, se Stateira.
Stateira I var en Persisk drottning, gift med Artaxerxes II och mor till Artaxerxes III. 
Hon var dotter till adelsmannen Hydarnes. Hon är känd för sin rivalitet med sin svärmor Parysatis, vars politiska ställning vid hovet hon försökte underminera, något som ledde till att denna giftmördade henne. 

## Barn
1. Artaxerxes III
2. Darius
3. Ariaspes
4. Rhodogune, gift med satrapen Orontes I
5. Atossa, gift med Artaxerxes II och sin bror Artaxerxes III

## Eftermäle
Asteroiden 831 Stateira är uppkallad efter henne.